# Cracu Mare
Cracu Mare – wieś w Rumunii, w okręgu Caraș-Severin, w gminie Cornereva. W 2011 roku liczyła 25 mieszkańców. 